# Cytisus tommasinii
Cytisus tommasinii là một loài thực vật có hoa trong họ Đậu. Loài này được Vis. miêu tả khoa học đầu tiên.